# Lori Singer
Lori Jacqueline Singer (ur. 6 listopada 1957 w Corpus Christi) – amerykańska aktorka filmowa, wiolonczelistka i modelka.

## Życiorys

### Wczesne lata
Urodziła się w Corpus Christi w stanie Teksas jako jedyna córka Leslie (z domu Wright), koncertującej pianistki, i Jacquesa Singera (ur. 9 maja 1910 w Przemyślu, zm. 11 sierpnia 1980 na Manhattanie), dyrygenta orkiestry symfonicznej i protegowanego Leopolda Stokowskiego. Dorastała w Corpus Christi, w stanie Teksas wraz z bratem-bliźniakiem wiolonczelistą Gregorym oraz dwoma starszymi aktorem Markiem (ur. 29 stycznia 1948) i pisarzem Claude. Jej kuzyn to aktor Bryan Singer. Uczęszczała do Lincoln High School w Portland w Oregon. Muzyczne wykształcenie zdobyła w prestiżowej nowojorskiej The Juilliard School of Music. Karierę zawodową rozpoczęła jako wiolonczelistka w Caracas Symphony, Oregon Symphony i Western Washington Symphony. W 1980 otrzymała filharmoniczne kompetencje w Bergen. 

### Kariera
Pracowała jako modelka dla agencji Elite Model Management. Karierę aktorską rozpoczęła rolą obiecującej wiolonczelistki Julie Miller w serialu NBC Sława (Fame, 1982-83). Potem zadebiutowała na dużym ekranie rolą Ariel Moore w melodramacie muzycznym Footloose (1984) z Kevinem Baconem i Sarah Jessicą Parker. Wkrótce wystąpiła w dramacie Johna Schlesingera Sokół i koka (The Falcon and the Snowman, 1985) z Timothym Huttonem i Seanem Pennem, komedii z dreszczykiem Człowiek w jednym czerwonym bucie (The Man with One Red Shoe, 1985) u boku Toma Hanksa, wojennym dramacie muzycznym Bicie serca (Heartbeat, 1987) z Donem Johnsonem, horrorze Czarnoksiężnik (Warlock, 1989) z tytułową rolą Juliana Sandsa, dreszczowcu Bar Zachodzącego Słońca (Sunset Grill, 1993) z Peterem Wellerem i komedii Roberta Altmana Na skróty (Short Cuts, 1993) jako wiolonczelistka Zoe Trainer. Za rolę Georgii w dramacie kryminalnym Problem w pamięci (Trouble in Mind, 1985) u boku Krisa Kristoffersona i Keitha Carradine zdobyła nominację do niezależnej nagrody Independent Spirit Awards. Wystąpiła w teledysku Dona Johnsona „Heartbeat” (1987).

## Życie prywatne
W latach 1981-1998 była żoną Richarda Emery, z którym ma syna Jacquesa Rio (ur. 1991).